# Wish You Were Here (brano musicale Pink Floyd)
Wish You Were Here è un brano musicale del gruppo musicale britannico Pink Floyd, quarta traccia dell'album omonimo, pubblicato il 12 settembre 1975 dalla Harvest Records.
Come la maggior parte dei brani dell'album, Wish You Were Here è dedicata al fondatore ed ex frontman della band, Syd Barrett, allontanato dal gruppo nel 1968 a causa di seri problemi mentali causati dal continuo abuso di droghe (in particolare LSD) che avevano compromesso la sua partecipazione ai concerti e al lavoro in studio. Il brano è ispirato proprio all'ultimo giorno che il gruppo vide Barrett.
Il riff principale è stato ideato da David Gilmour, mentre suonava la sua chitarra acustica negli Abbey Road Studios. Gilmour propose poi il riff a Roger Waters, il quale ne rimase positivamente colpito; successivamente i due collaborarono per completare il brano.
Nel 2004 il brano è stato inserito nella lista dei 500 migliori brani musicali secondo Rolling Stone alla posizione 316.

## Il brano
Nell'introduzione è possibile sentire suoni confusi, registrati ricreando l'atmosfera di una stanza in cui alcune persone stanno ascoltando una vecchia radio. Fin dall'inizio si sente che la sintonia della radio viene spostata, fino ad arrivare ad una stazione in cui due persone, un uomo e una donna, discutono. In realtà è un discorso senza molto senso, quasi a volere dare l'idea di essere capitati per caso su una stazione radio, nel bel mezzo di un discorso.
Viene spostata ancora la sintonia, passando velocemente da una stazione radio che accenna la quarta sinfonia di Čajkovskij, fino ad arrivare alla stazione in cui si suona l'introduzione di Wish You Were Here. L'esecuzione è però leggermente disturbata, poiché riprodotta dalla radio. Dopo qualche secondo, si sente una seconda chitarra che accompagna il suono della prima, ma stavolta ad un volume più alto e con più raffinatezza, volendo ricreare l'effetto di una persona che suona nella stanza sulle note della radio. Ne è ulteriore esempio il colpo di tosse e il successivo leggero sospiro con il naso. L'introduzione (quella riprodotta dalla radio) è stata eseguita da Gilmour con una chitarra a dodici corde.
Alla fine del brano, prima che entri il suono di vento ululante, si può sentire in lontananza un assolo di violino, eseguito dal famoso violinista jazz Stéphane Grappelli, ex membro del Quintette du Hot Club de France. Nei crediti del disco, tuttavia, non si legge il nome del musicista francese perché, disse Roger Waters, "pareva un insulto" inserire nei crediti un musicista che esegue un assolo udibile a fatica.

## Dal vivo
Wish You Were Here fece il suo debutto dal vivo nel 1977 durante il tour dei Pink Floyd, i quali suonarono l'intero album ad ogni spettacolo. Non venne più eseguita dal vivo fino al 1987, anno in cui divenne uno dei cavalli di battaglia nei tour dei Pink Floyd.
Durante il tour del 1977, Gilmour suonò Wish You Were Here con la sua Fender Stratocaster invece della chitarra acustica, accompagnato da Snowy White con una chitarra acustica Ovation a dodici corde. In alcuni di questi spettacoli, il batterista Nick Mason portò sul palco una vera radio a transistor, collegandola sulle frequenze locali, imitando l'introduzione originale del brano.
Il 16 gennaio 1996, giorno in cui venne celebrato l'inserimento dei Pink Floyd nella Rock and Roll Hall of Fame, David Gilmour e Richard Wright (Nick Mason era tra il pubblico) eseguirono il brano insieme con Billy Corgan, che li accompagnò a ritmo di chitarra.
Durante la sua carriera solista, Roger Waters ha modificato il finale della canzone e alcuni piccoli elementi della melodia. Si può ascoltare questa versione nel disco In the Flesh - Live. Nel 2004, Waters ed Eric Clapton eseguirono la canzone in occasione dello Tsunami Aid.
Nell’ambito della serie di concerti benefica Live 8, del 2005, che vide l’ultima reunion dei Pink Floyd, Roger Waters ritornò a suonare con i suoi ex-compagni a Londra per eseguire ancora una volta il brano. Fu proprio Waters a introdurre la canzone con un breve discorso, dedicandola a Syd Barrett.
Nel 2011 venne pubblicata la Immersion Edition di Wish You Were Here, la quale contiene una versione inedita caratterizzata da una maggiore presenza del violino, suonato da Stéphane Grappelli.

## Formazione
Gruppo
- Roger Waters – basso, effetti sonori
- David Gilmour – voce e cori, chitarra acustica a sei e dodici corde, pedal steel guitar, effetti sonori
- Richard Wright – organo Hammond, pianoforte, minimoog
- Nick Mason – batteria, effetti sonori

Altri musicisti
- Stéphane Grappelli – violino (solo nella Immersion Edition)

## Cover
Wish You Were Here è stata reinterpretata da numerosi gruppi e cantanti. Tra di essi, i più noti sono: Dream Theater, Bruce Springsteen, Radiohead, Sparklehorse, The Flaming Lips, Pearl Jam, Velvet Revolver, Wyclef Jean, Catherine Wheel, Rasputina, Ana Torroja, Bob Forrest, Widespread Panic, Aslan, Circa Survive, Alpha Blondy, Marillion, Tangerine Dream e Avenged Sevenfold.
Durante America: A Tribute to Heroes del 2001, Fred Durst e Wes Borland dei Limp Bizkit, insieme a John Rzeznik dei Goo Goo Dolls, hanno eseguito una versione inedita di Wish You Were Here. Nell'occasione il testo del brano è stato leggermente modificato.

## Wish You Were Here (Live)
Una versione dal vivo di Wish You Were Here è stata estratta come unico singolo estratto dal terzo album dal vivo Pulse e pubblicata il 20 luglio 1995.

### Tracce
CD promozionale (Europa)
1. Wish You Were Here – 5:40 (David Gilmour, Roger Waters)

CD singolo (Europa)
1. Wish You Were Here – 5:40 (David Gilmour, Roger Waters)
2. Coming Back to Life – 6:40 (David Gilmour)
3. Keep Talking – 6:54 (David Gilmour, Polly Samson, Richard Wright)

CD singolo (Paesi Bassi)
1. Wish You Were Here – 5:40 (David Gilmour, Roger Waters)
2. Coming Back to Life – 6:40 (David Gilmour)

### Formazione
Gruppo
- David Gilmour – voce, chitarra
- Richard Wright – tastiera, voce
- Nick Mason – batteria

Altri musicisti
- Sam Brown, Claudia Fontaine, Durga McBroom – cori
- Jon Carin – tastiera, voce
- Dick Parry – sassofono
- Guy Pratt – basso, voce
- Tim Renwick – chitarra, voce
- Gary Wallis – percussioni

## Versione di David Gilmour
Per promuovere il terzo album video Remember That Night: Live at the Royal Albert Hall, il 3 settembre 2007 David Gilmour ha pubblicato una propria versione solista dal vivo del brano per il download digitale.

### Tracce
Download digitale
1. Wish You Were Here (Live) – 5:12
2. The Blue (Live) – 6:01

CD promozionale (Regno Unito)
1. Wish You Were Here (featuring Crosby & Nash) – 5:12
2. The Blue (featuring Crosby & Nash) – 6:01
3. Comfortably Numb (featuring David Bowie)